# Mes courants électriques
Mes courants électriques is de naam van het tweede album van de Franse zangeres Alizée. Het album kwam uit op 30 april 2003 en is net als haar eerste album Gourmandises gemaakt in samenwerking met Mylène Farmer en Laurent Boutonnat.

## Tracklist
1. I'm Fed Up
2. A Contre-Courant
3. Toc De Mac
4. Amelie
5. C'est trop tard
6. Tempête
7. I'm Not Twenty
8. Hey! Amigo!
9. L'E-Mail A Des Ailes
10. Youpidoo
11. Coeur Deja Pris
12. J'en Ai Marre
13. Amelie M'A Dit
14. J'ai Pas Vingt Ans
15. Youpidou